# Trichobius lionycteridis
Trichobius lionycteridis är en tvåvingeart som beskrevs av Wenzel 1966. Trichobius lionycteridis ingår i släktet Trichobius och familjen lusflugor. Inga underarter finns listade i Catalogue of Life.